# 909 Ulla
Ulla (asteroide 909) é um asteroide da cintura principal com um diâmetro de 116,44 quilómetros, a 3,1870263 UA. Possui uma excentricidade de 0,09971365 e um período orbital de 2 432,79 dias (6,66 anos).
Ulla tem uma velocidade orbital média de 15,83034048 km/s e uma inclinação de 18,75127522º.
Este asteroide foi descoberto em 7 de Fevereiro de 1919 por Karl Reinmuth.